# Eugene Schuyler

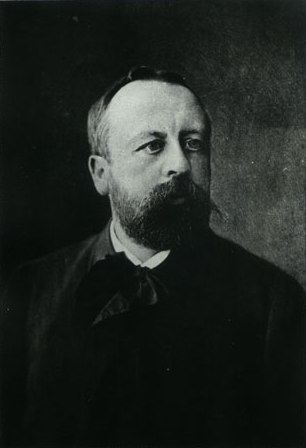
Der amerikanische Generalkonsul Eugen Schuyler in Konstantinopel

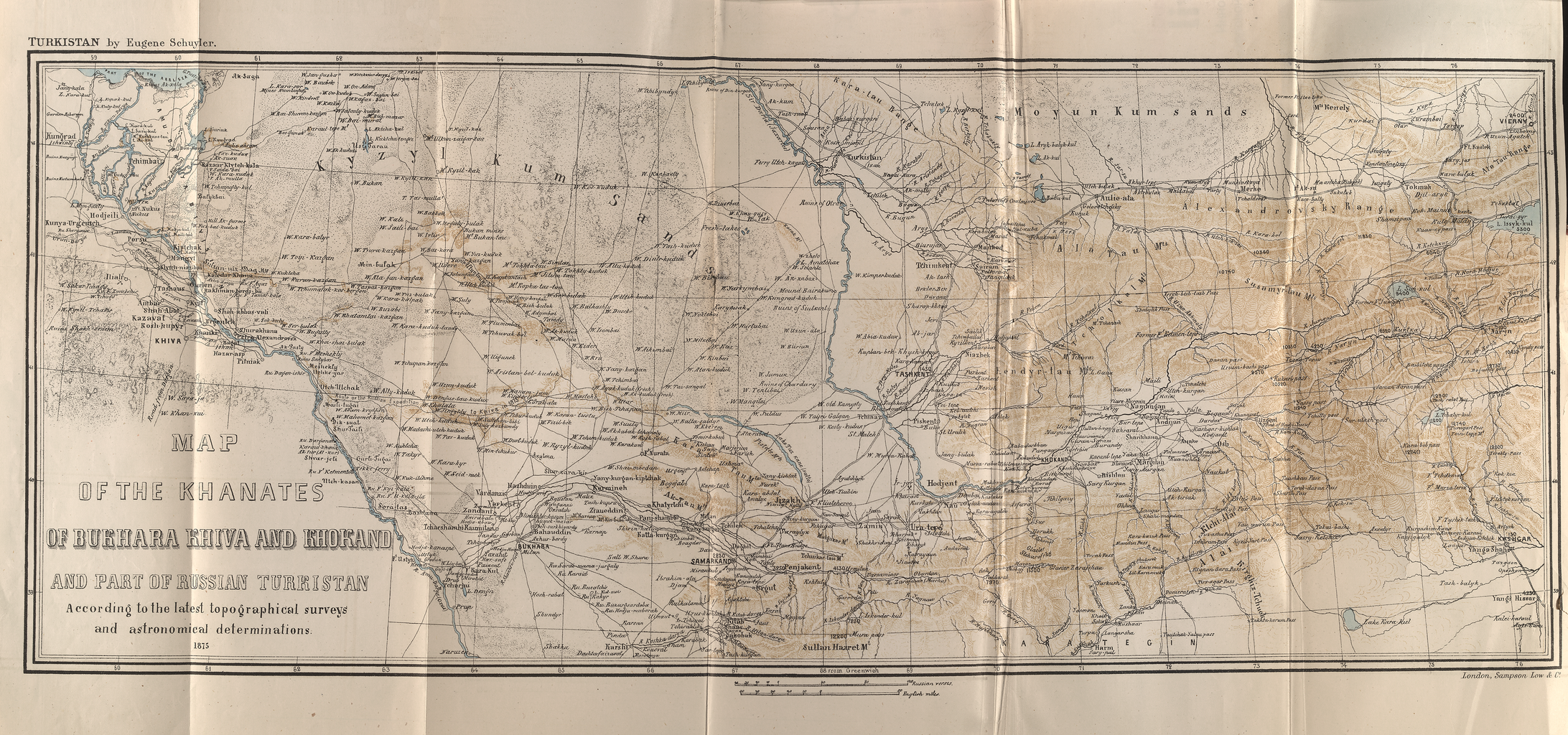
"Map of the Khanates of Bukhara, Khiva, and Khokand and Part of Russian Turkistan" von Eugen Schuyler, 1875.

Turkestan um 1900

Eugene Schuyler (* 26. Februar 1840 in Ithaca, New York; † 16. Juli 1890 in Venedig, Italien) war ein US-amerikanischer Schriftsteller, Forschungsreisender und Diplomat.

## Werdegang
Eugene Schuyler war der Sohn des Geschäftsmanns, Schriftstellers und Politikers George W. Schuyler (1810–1888). Von 1855 bis 1861 studierte er am Yale College Sprachwissenschaften, Literatur und Philosophie. Im Jahr 1863 schloss er zudem das Studium der Rechtswissenschaften an der Columbia Law School mit einem Diplom ab. 1864 bewarb er sich für den diplomatischen Dienst im Außenministerium der Vereinigten Staaten, von dem er 1867 nach dreijähriger Wartezeit zum Konsul in Moskau ernannt wurde. Dort freundete er sich mit Lew Tolstoi an, dessen Novelle Die Kosaken er ins Englische übersetzte. Später veröffentlichte Schuyler in den USA auch noch seine Erinnerungen an den Grafen Leo Tolstoi.
Nach einer kurzen Zeit als Konsul in Reval übernahm Schuyler von 1870 bis 1876 das Amt des Botschaftssekretärs in Sankt Petersburg. Ab 1873 verband er diese Aufgabe mit ausgiebigen Forschungsreisen nach Zentralasien, über die er einige Bücher verfasste. Von 1876 bis 1878 war Schuyler Generalkonsul in Konstantinopel, von 1878 bis 1879 Konsul in Birmingham und von 1879 bis 1880 Generalkonsul in Rom. Von 1880 bis 1882 lebte er in Bukarest, bevor er im Juli 1882 zum amerikanischen Gesandten für Rumänien, Serbien und Griechenland ernannt wurde und für zwei Jahre nach Athen zog. 1884 kehrte er in seine Heimatstadt zurück und übernahm einen Lehrauftrag an der Cornell University. 1889 wurde Schuyler zum Generalkonsul in Kairo ernannt. Ein Jahr später erkrankte er in Ägypten an Malaria und verstarb kurz darauf in Venedig.
Seit 2010 ist der Mount Schuyler im Grahamland in der Antarktis nach ihm benannt.

## Schriften
Er ist Verfasser eines bedeutenden Reisewerkes über Zentralasien: nach Russisch Turkistan mit Besuchen der Städte Türkistan, Shymkent, Samarkand, Kokand, Buchara und Kuldscha, einer Biographie Peters des Großen und der bereits erwähnten wertvollen Erinnerungen an den russischen Schriftsteller und Grafen Leo Tolstoi, den er persönlich kennengelernt hatte. Den Roman Väter und Söhne von Turgenjew übersetzte er ins Englische.

## Werke (Auswahl)
- Turkestan, Notes of a Journey in Russian Turkistan, Kokand, Bukarha and Kuldja, London and New York, 1876, two volumes. Reprinted in an abridged version in 1966. VOL. I VOL. II (engl.)
- Erinnerungen an den Grafen Leo Tolstoi (Volltext online im Projekt Gutenberg)
- Peter the Great: Emperor of Russia; a study of historical biography (engl.)
- (Übers.) Turgenjew: Väter und Söhne (engl.)
- Schuyler, Eugene (1901), Selected Essays, with a Memoir by Evelyn Schuyler, New York: Scribner (Online, engl.)